# ルビ (テレビドラマ)
『ルビ』（原題: Rubí）は、メキシコのテレビドラマ。ラス・エストレージャスで2004年5月17日から10月22日まで放送された。

## 登場人物
ルビ・ペレス・オチョア・デ・フェレル
演：バーバラ・モリ
アレハンドロ・カルデナス・ルイス
演：エドゥアルド・サンタマリーナ
マリベル・デ・ラ・フエンテ
演：ジャクリーン・ブラカモンテス
ヘクトル・フェレール・ガルザ
演：セバスチャン・ルジ
ドニャ・レフヒオ・オーチョア・ビウダ・デ・ペレス
演：アナ・マルティン